# Aims (album)
Albums de Vienna Teng
The Moment Always Vanishing
(2010)
Aims est le cinquième album studio de l'auteur-compositeur-interprète américaine Vienna Teng. Produit par Cason Cooley, l'album est sorti le 24 septembre 2013.

## Contexte
L'album a été produit pendant que Teng étudiait l'entreprise durable à l'Institute Erb à l'Université du Michigan à Ann Arbor. Dans ses albums précédents, Teng a utilisé largement le piano, mais dans cet album, Teng utilise la sonothèque de Cooley, qui a les sons allant des instruments d'orchestre aux percussions africaines.

## Liste des pistes
1. Level Up
2. In the 99
3. Landsailor
4. Close to Home
5. The Hymn of Acxiom
6. Oh Mama No
7. Copenhagen (Let Me Go)
8. Flyweight Love
9. The Breaking Light
10. Never Look Away
11. Goodnight New York